# Bitwa pod Montenotte
Bitwa pod Montenotte – starcie zbrojne, które miało miejsce 12 kwietnia 1796 r. pomiędzy francuskimi wojskami rewolucyjnymi dowodzonymi przez generała Napoleona Bonaparte a sprzymierzonymi wojskami austriacko-piemoncko-sardyńskimi pod wodzą generała Beaulieu i hrabiego Argenteau.
Bitwa miała miejsce w pobliżu wioski Cairo Montenotte w północno-zachodnich Włoszech i zakończyła się zwycięstwem wojsk francuskich. Generał Bonaparte poruszający się wzdłuż wybrzeża liguryjskiego wbił klin pomiędzy siły austriackie dowodzone przez generała Beaulieu i wojska sardyńskie pod wodzą hrabiego Argenteau. Bonaparte zaatakował sprzymierzonych frontalnie dywizjami Rampona i A.de la Harpe'a, nakazując generałowi Massenie atak z prawej flanki. Próba powstrzymania ataku przez przeciwnika zakończyła się niepowodzeniem, a wojska sprzymierzonych zostały rozbite. Bitwa była pierwszym zwycięstwem Napoleona podczas kampanii włoskiej.
Ścigani później przez Francuzów Austriacy i Sabaudczycy ponieśli w walkach pod Dego od 13 do 15 kwietnia dalsze straty, wynoszące łącznie z bitwą pod Montenotte 6 000 żołnierzy.
Bitwa ta jest wymieniona na Łuku Triumfalnym w Paryżu.